# Alfred Anderau
Alfred Anderau (* 17. Mai 1936 in Zürich) ist ein Schweizer Gymnasiallehrer, Übersetzer, Liedersammler, Komponist, Arrangeur und Herausgeber.

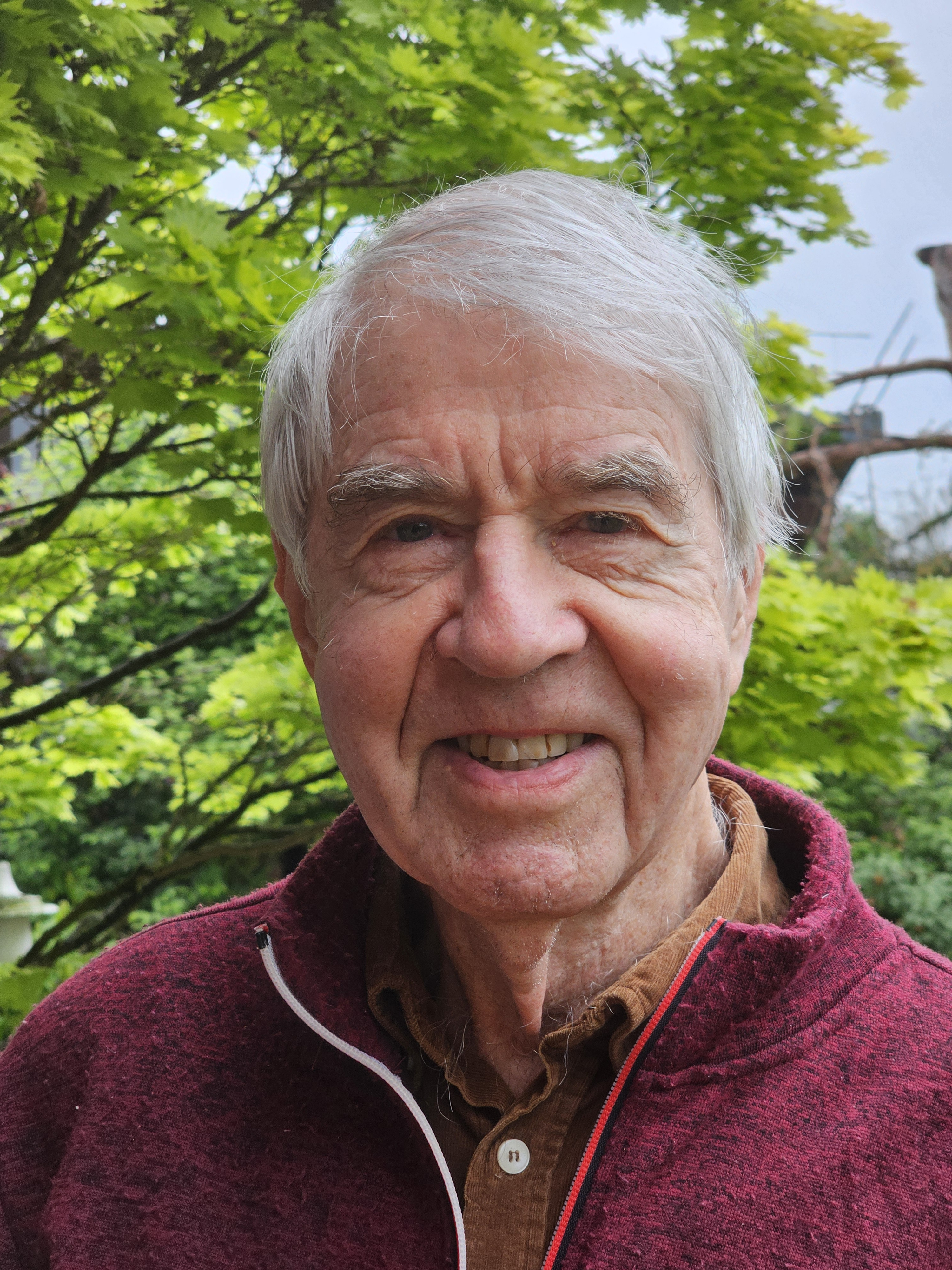
Alfred Anderau (2025)

## Leben
Alfred Anderau ist einziges Kind des Otto Anderau (1908–2003), technischer Zeichner, und der Anna Peter (1912–2003), Hausfrau, Heimarbeiterin (Glasbläserin) und Haushalthilfe (Glätterin). Nach der Primar- und Sekundarschule besuchte er 1952–56 das Lehrerseminar in Küsnacht, wo er u. a. von den Lehrern Hugo Pfister, Walter Simon Huber (1898–1978, Singlehrer und Komponist) und Hans Guggenbühl (1924–1990, Deutschlehrer und Schriftsteller) geprägt wurde. Nach dem Oberseminar in Zürich für die didaktische Ausbildung als Primarlehrer studierte er von 1957 bis 1963 Anglistik und Germanistik an der Universität Zürich, vor allem bei den Anglisten Heinrich Straumann und Ernst Leisi und den Germanisten Max Wehrli und Emil Staiger. Nach einem Auslandjahr in Aberdeen schrieb er 1963 seine Dissertation über den englischen Renaissance-Dichter George Gascoigne. Nach seinem ersten Berufsjahr als Hilfslehrer für Englisch und Deutsch an der Kantonsschule Aarau war er von 1965 bis 1968 am Lyceum Alpinum Zuoz tätig. Von 1968 bis 1970 war er Assistant Professor in der Deutschabteilung der Clark University in Worchester (USA). Nach seiner Rückkehr in die Schweiz war er von 1970 bis 1999 Gymnasiallehrer für Englisch an der neugegründeten Kantonsschule Reussbühl (Kanton Luzern). Alfred Anderau beschäftigte sich jahrelang theoretisch und praktisch mit der Übersetzung von Gedichten und von Volksliedern aus anderen Sprachen (englisch, italienisch, dänisch, schwedisch und russisch). Er schrieb auch viele Liedsätze dazu, daneben auch zweistimmige Instrumentalsätze, und zum Teil eigene Kompositionen. Ausserdem pflegte er mehrere Fremdsprachen, vor allem Italienisch, Dänisch, Russisch und Litauisch. Er ist mit Susanne Mörikofer verheiratet und hat drei Kinder: Kathrin (* 1969), Michael (* 1971) und Martin (* 1973).

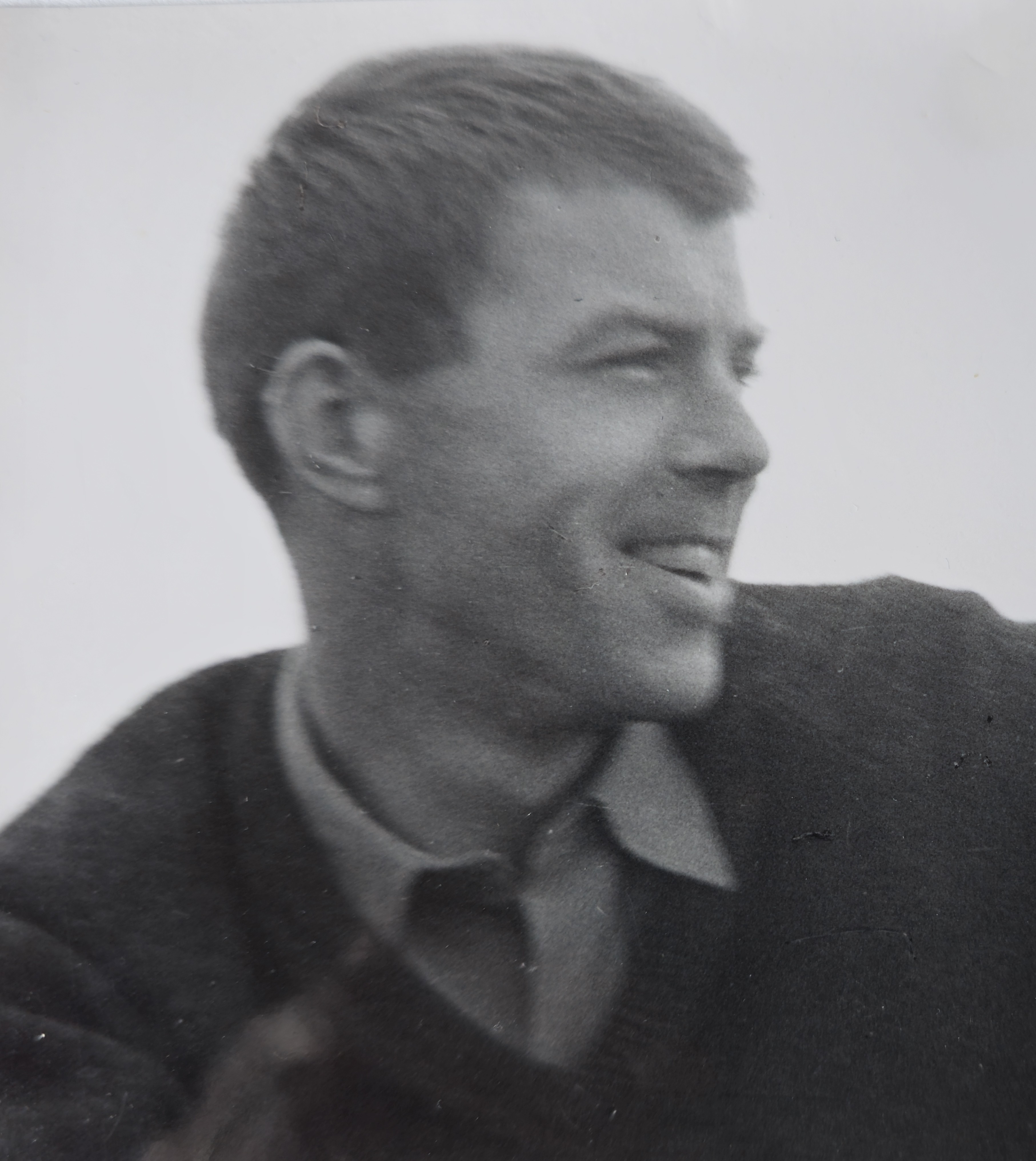
Alfred Anderau (1964)

## Werke
- (übers.) Erik Rostbøll, Das heilige Elend. Von einer Reise in den Fernen Osten, Flamberg Verlag, Zürich/Stuttgart 1960 [Reisebericht, aus dem Dänischen]. Original-Titel: Den hellige elendighed: fra en rejse i det fjerne Østen, Gyldendal, Kopenhagen 1959
- (übers.) Gerhard Rasmussen, Mitternacht in Peters Bar, Flamberg-Verlag, Zürich-Stuttgart 1961 [Novelle, aus dem Dänischen].[3] Original-Titel: Midnatsmesse i Peters bar. De Unges Forlag 1959
- (hrsg.) Ob i lach oder sing: Volkslieder aus der deutschen Schweiz, Musikverlag zum Pelikan, Zürich 1963
- (Dissertation) George Gascoignes "The Adventures of Master F.J.", Analyse und Interpretation, Francke Verlag, Bern 1966 [eine Studie zur ersten originalen Prosa-Novelle in der englischen Literatur]
- (übers) Heðin Brú, Des armen Mannes Ehre, Flamberg Verlag, Zürich 1966 [Roman von den Färöern, aus dem Dänischen]
- (hrsg., übers.) Ein Stern in Davids Land: 18 vierstimmige englische Sätze in sangbaren deutschen Übersetzungen mit englischen und französischen Originaltexten; aus dem Oxford Book of Carols und dem "Penguin Book of Carols", Musikhaus Pan, Zürich 1994
- (übers.) Dante Alighieri, Die Göttliche Komödie, mit Anmerkungen, BoD (Books on Demand), Norderstedt 2015, 3 Bände: Hölle (ISBN 978-373478-126-1), Läuterungsberg (ISBN 978-3-7347-8697-6), Paradies (ISBN 978-3-7347-8698-3) [aus dem Italienischen][4][5]
- (übers.) Nikolai Alexejewitsch Nekrassow, Wer lebt gut im Russenland, in Verse übersetzt von Alfred Anderau [aus dem Russischen], Neopubli GmbH, Berlin 2022. ISBN 978-3-7549-7969-3
- (hrsg.) Old Irish Melodies aus der "Petrie Collection" (1855), Musikverlag Jetelina, Spaichingen 2024 [bearbeitet und mit Zweitstimmen versehen]
- (hrsg.) Öppis fürs Gmüet (Musig us de Schwyz), 50 Musikstücke für Akkordeon, Musikverlag Jetelina, Spaichingen 2025 [eigene zweistimmige Kompositionen]